# Santa Maria la Nova (Neapel)
Koordinaten: 40° 50′ 37,2″ N, 14° 15′ 10,7″ O
Santa Maria la Nova ist eine römisch-katholische Kirche mit Kloster im historischen Zentrum von Neapel. Sie befindet sich an der Piazza Giovanni Bovio, am Anfang einer Seitenstraße direkt gegenüber der Ostseite der Hauptpost, südlich von Kirche und Kloster Santa Chiara. Die Kirche ist derzeit (Stand 2018) dekonsakriert und heute nur noch ein Museum, das angrenzende Kloster dient als Tagungsort und beherbergt das Museo ARCA mit moderner religiöser Kunst.

## Geschichte
Seit dem frühen 13. Jahrhundert existierte in der Nähe ein Franziskanerkloster namens Santa Maria ad Palatium, das jedoch 1268 auf Befehl von Karl von Anjou abgerissen wurde, der an derselben Stelle sein Castel Nuovo (oder Maschio Angioino) bauen ließ.

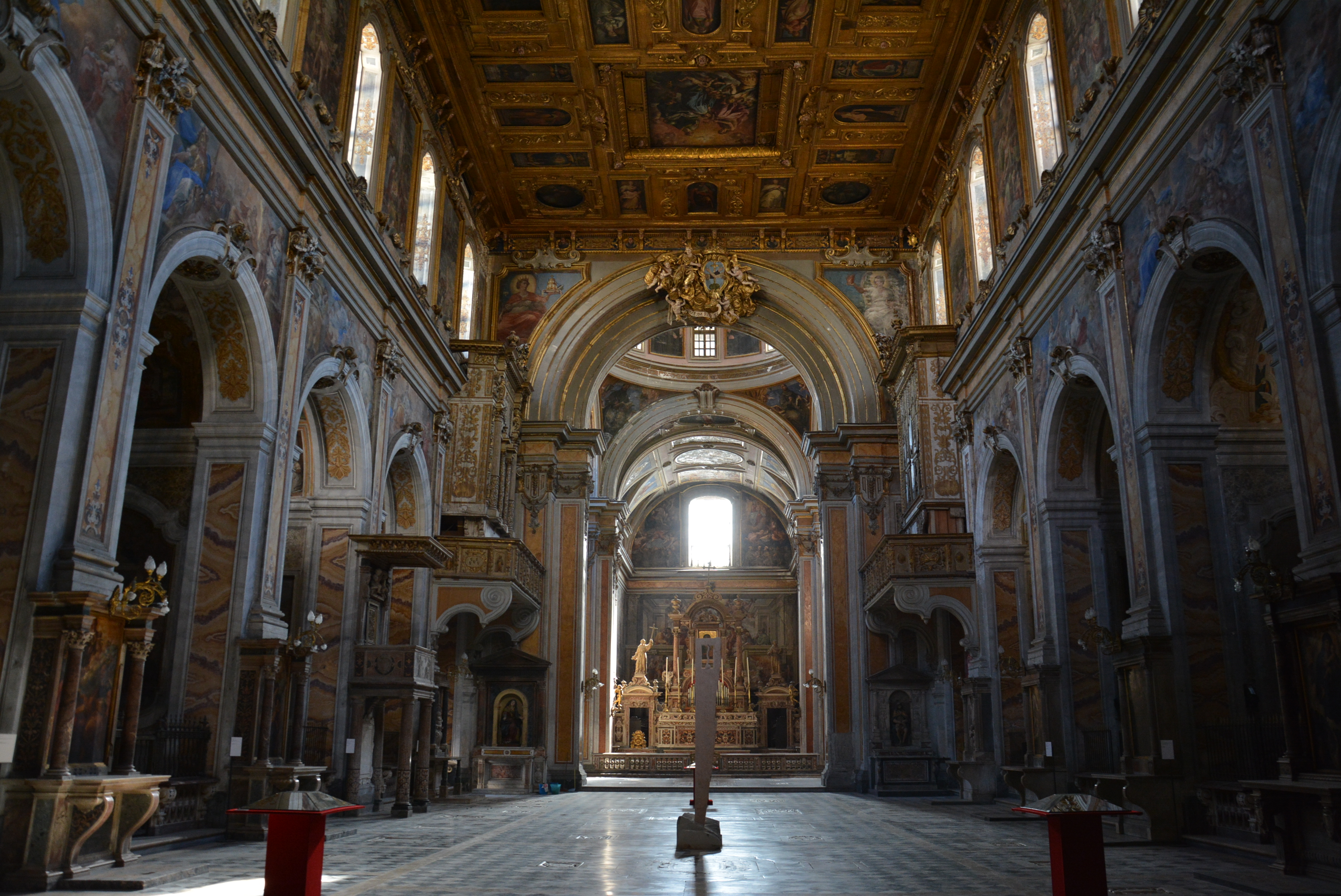
Das Innere von Santa Maria la Nova

Um 1279 wurde den Brüdern dieser Ort zugewiesen, um eine neue Kirche zu bauen, die deshalb den Beinamen „la Nova“ (die Neue) erhielt. Das ursprünglich im Stil der Gotik errichtete Gebäude wurde immer wieder von verschiedenen Erdbeben heimgesucht, erlitt aber vor allem schwere Schäden durch eine Explosion im Castel Sant’Elmo am 13. Dezember 1587.
Dies führte zu einem Wiederaufbau in den Jahren 1596–1599, wie man noch heute an einer Inschrift an der von Agnolo Franco entworfenen Fassade lesen kann. Diese ist von einer für Franziskanerkirchen typischen nüchternen und einfachen Zurückhaltung.

## Das Innere

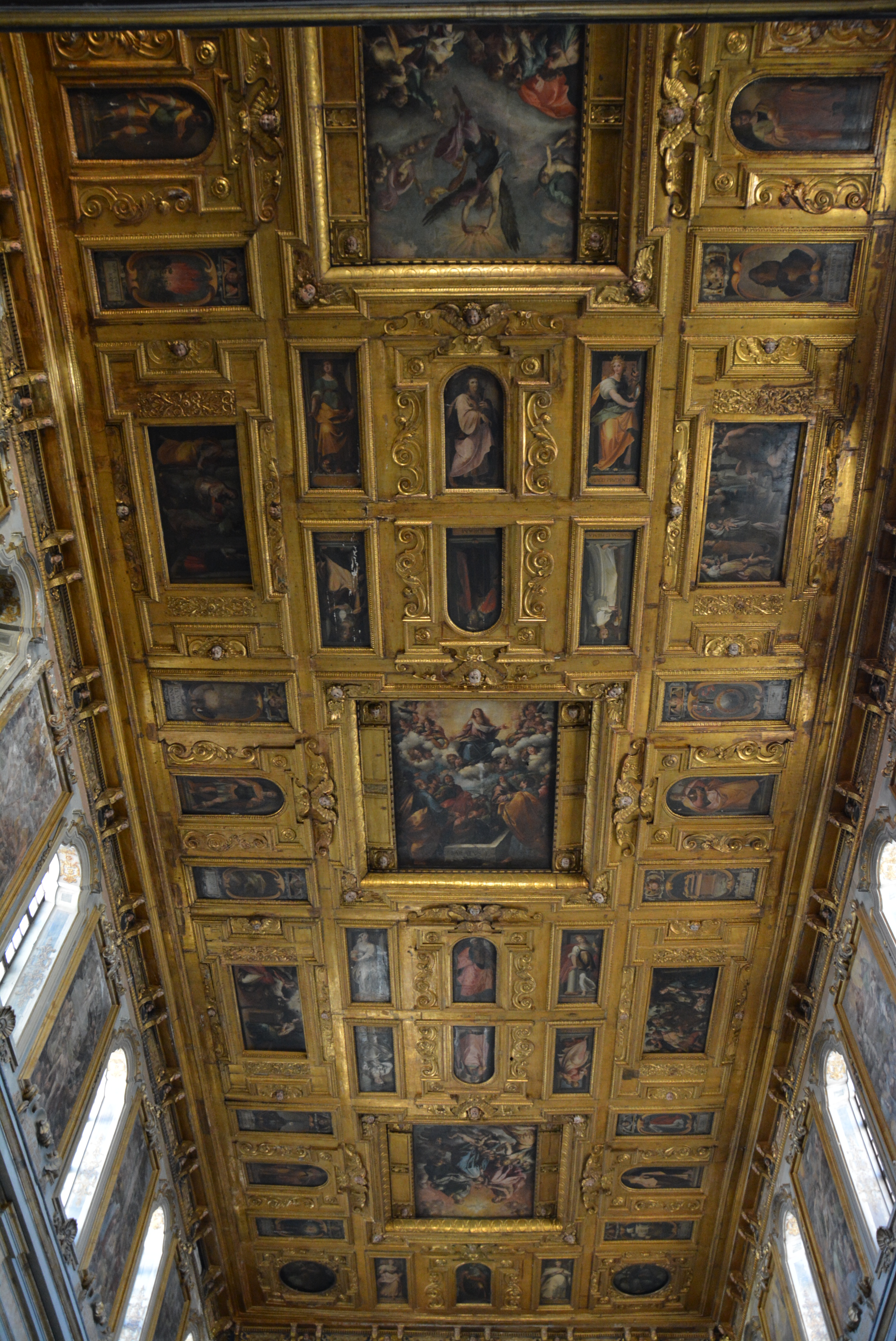
Die Kassettendecke

### Kirchenschiff und Apsis
Das Kirchenschiff wird geprägt durch die spektakuläre goldene Kassettendecke, in die 46 gemalte Paneele eingelassen sind, und mit der allein die ganz anders gestaltete in San Gregorio Armeno konkurrieren kann. Sie wurde zwischen 1598 und 1600 unter Beteiligung zahlreicher Künstler geschaffen. Die drei größten Bilder in der Mitte stammen von: Francesco Curia (Marienallegorie), Girolamo Imparato (Himmelfahrt Mariä) und Fabrizio Santafede (Krönung der Jungfrau); die übrigen Szenen schufen Belisario Corenzio (Passion Christi), Luigi Rodriguez (Propheten und Sybillen), Giovanni Bernardino Azzolino, Cesare Smet und Tommaso Maurizio.
Belisario Corenzio malte auch die Gemälde zwischen den Fenstern (Symbole des Glaubens) und das Letzte Gericht an der Eingangsfassade; letzteres in Zusammenarbeit mit Luigi Rodriguez. Die Bögen der Kapellen wurden 1699 bis 1701 von Nicola Malinconico mit Personifikationen der Tugenden bemalt. Die Kanzel schuf Balsimelli.
Rechts vom Eingang befindet sich eine Kopie eines Gemäldes von Aert Mytens, und im Querschiff wiederum Gemälde von Nicola Malinconico: Anbetung der Hirten (datiert 1703) und Anbetung der Könige.

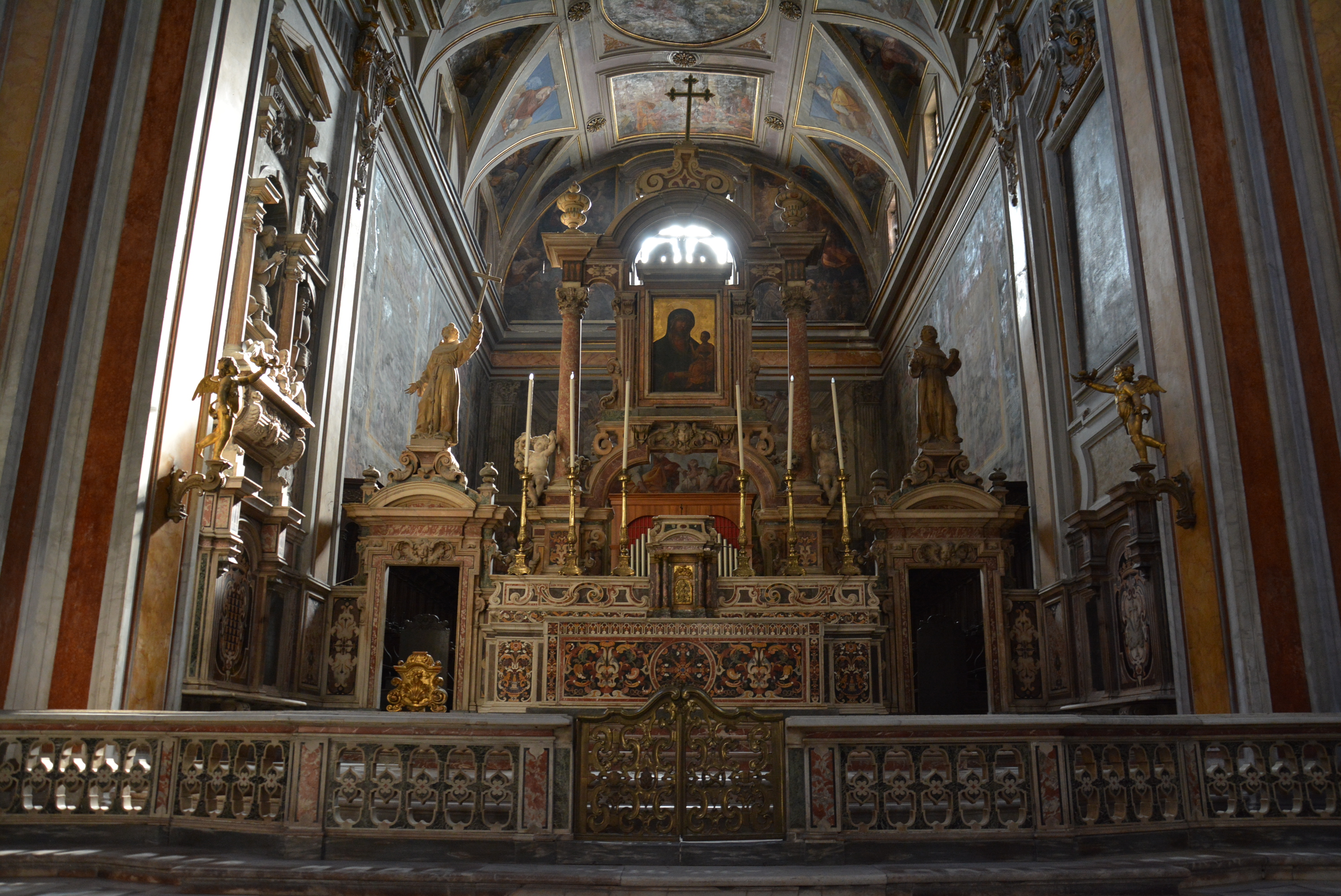
Hauptaltar von Cosimo Fanzago

Im Chorraum malte Belisario Corenzio zwischen 1603 und 1621 Fresken mit Geschichten der Jungfrau und Propheten. Zu den Architekten und Dekorateuren des Chores gehörten außerdem Simone Papa und De Lione, der Stuck stammt von Francesco Napolella.
Der Hauptaltar ist ein Werk von Cosimo Fanzago und wurde um 1633 unter Mitwirkung von Mario Cotti, Giuseppe Pellizza und Andrea Lazzaro geschaffen. Die beiden Statuen links und rechts stellen die Heiligen Antonius und Franziskus dar und wurden von Agostino Borghetti ausgeführt. Das Zentrum des Altares bildet eine Madonna mit Kind aus dem 13. Jahrhundert, die noch aus der vorigen Kirche stammt.

### Plan
| 1. Eingang 2. Cappella di Sant’Anna (oder Calzetti) 3. Eingang zum Cappellone di San Giacomo della Marca 4. dritte Kapelle links 5. Cappella Venata d’Aquino 6. Cappella Gruther 7. Cappella di Sant’Erasmo (oder degli Spiriti) 8. Cappella di Sant’Onofrio 9. Kleiner Kreuzgang 10. Linkes Querschiff 11. Sakristei 12. linke Kapelle des Presbyteriums 13. Presbyterium 14. Apsis 15. Cappella del Crocifisso 16. Rechtes Querschiff 17. Kuppel 18. Cappella di San Pietro d’Alcántara 19. Cappella di San Francesco d’Assisi (oder Pironte) 20. Cappella di San Bonaventura (oder De Sanctis-Benincasa) 21. Cappella di Sant’Eustachio (oder D’Afflitto) 22. Cappella Scozia 23. Cappella del Beato Salvatore d’Orta (oder Mascaro) 24. Cappella di San Michele Arcangelo (oder Sanseverino) | Plan von Santa Maria la Nova, Neapel |

### Seitenkapellen
Zu beiden Seiten des Kirchenschiffs öffnen sich jeweils sieben Kapellen, in denen sich zahlreiche Kunstwerke und Grabmäler befinden: In der ersten Kapelle rechts sind Gemälde von Battistello Caracciolo und Teodoro d’Errico; in der zweiten Kapelle rechts Gemälde von Benedetto Torre; in der dritten Kapelle stammt der Entwurf für den Altar von Girolamo D’Auria, die Gemälde sind von Marco Pino und Fresken von Corenzio; in der vierten Kapelle rechts finden sich Malereien von Giovanni Battista Beinaschi.
In der ersten Kapelle links sind Fresken von Scibelli; in der vierten Kapelle befindet sich das Grabmonument des Herzogs Caracciolo di San Teodoro von Domenico Morante, eine hölzerne Statue von Michele Perrone und Fresken von Beinaschi; in der fünften Kapelle Gemälde von Giuseppe Castellano, Beinaschi, und de Lione.

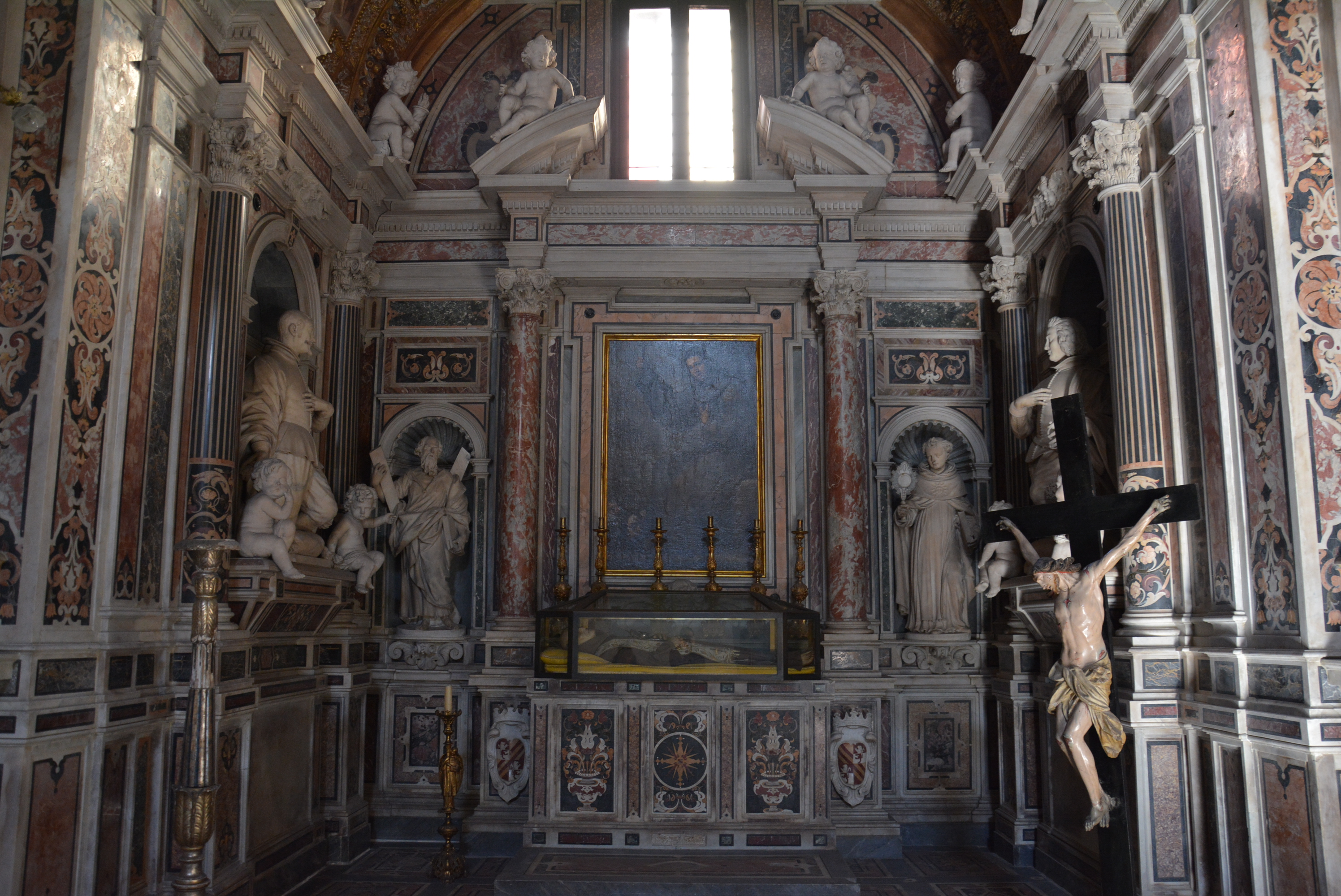
Die Capella d’Aquino im Cappellone di San Giacomo della Marca mit Marmordekor von Cosimo Fanzago

Vor der dritten Kapelle links gelangt man zur größten Kapelle der ganzen Kirche, dem sogenannten Cappellone di San Giacomo della Marca, wo sich die Reliquien des heiligen Giacomo della Marca befinden. Sie wurde von Gonzalo di Cordova in Auftrag gegeben und ist ein eigenständiger Raum mit eigenen kleinen Seitenkapellen, erbaut von Raimo Epifanio. Die Dekoration wurde zwischen 1634 und 1646 unter der Leitung von Cosimo Fanzago überarbeitet, woraus einige wundervolle Altäre aus polychromem Marmor resultieren. Die Deckenfresken von Massimo Stanzione beschreiben die Wundertaten des Heiligen Giacomo, einschließlich der Prozession der Neapolitaner mit seinem Leichnam, um den Ausbruch des Vesuv von 1631 zu stoppen. Im Capellone liegen auch einige Krieger begraben: Amida von Tunis, der von Karl V. kurzfristig zum König eingesetzt wurde und 1601 in Neapel im Exil starb, und Francesco di Cordova, Eroberer von Malta.

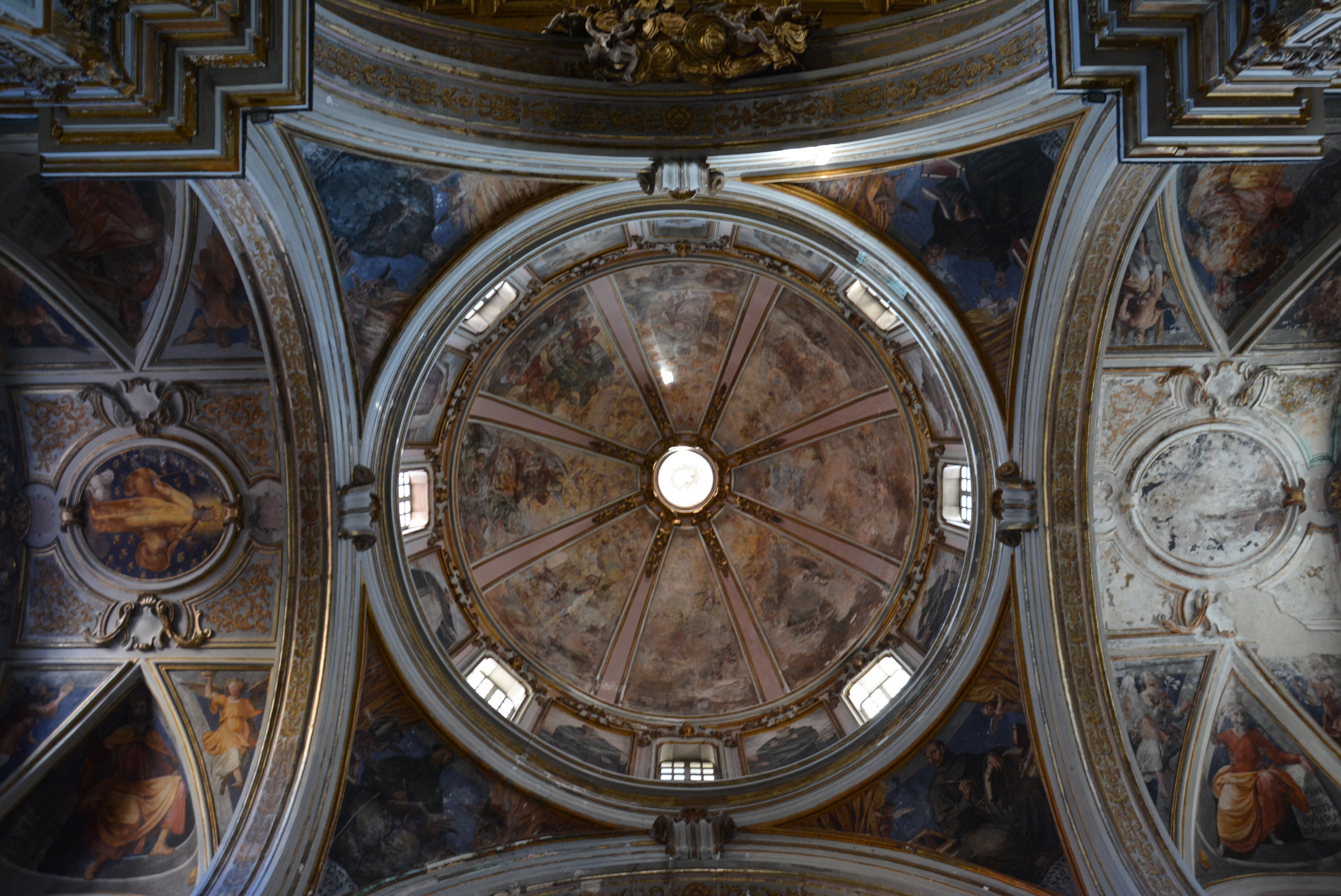
Kuppel von Santa Maria la Nova